# Arbostola viridis
Arbostola viridis är en fjärilsart som beskrevs av Druce 1900. Arbostola viridis ingår i släktet Arbostola och familjen nattflyn. Inga underarter finns listade i Catalogue of Life.